# Schoonkind
Een schoonkind betreft de man of vrouw met wie de eigen zoon of dochter is getrouwd of een geregistreerd partnerschap is aangegaan.
In het geval van een mannelijke partner spreekt men van schoonzoon, in het geval van een vrouwelijke partner spreekt men van schoondochter. Schoonfamilie kan familie blijven na het ontbinden van het huwelijk of het partnerschap. Als uit de verbintenis kinderen geboren zijn, blijft de ex van de eigen zoon of dochter ouder van die kinderen.